# 1198 в Україні

## Особи

### Призначено, звільнено
- Чернігівське князівство очолив Ігор Святославич.

### Померли
- Ярослав Всеволодович — чернігівський князь (1177—1198) з династії Ольговичів, 2-й син великого князя київського і чернігівського князя Всеволода Ольговича і Марії, доньки Мстислава Великого (нар.. 1139).
- Ники́фор ІІ — митрополит Київський та всієї України (1182—1198)[1]

## Пам'ятні дати та ювілеї
- 300 років з часу (898 рік):
  - Облоги Києва — нападу кочівників-угорців на чолі з ханом Алмошем на Київ в ході їх кочування на захід і попередній завоюванню батьківщини на Дунаї (з центром в Паннонії)[2].
  - першої писемної згадки про місто Галич[3][4][5] — колишньої столиці Галицько-Волинського князівства, наймогутнішої твердині на південно-західних давньоруських землях, а нині — центру Галицької міської громади Івано-Франківської області.
- 125 років з часу (1073 рік):

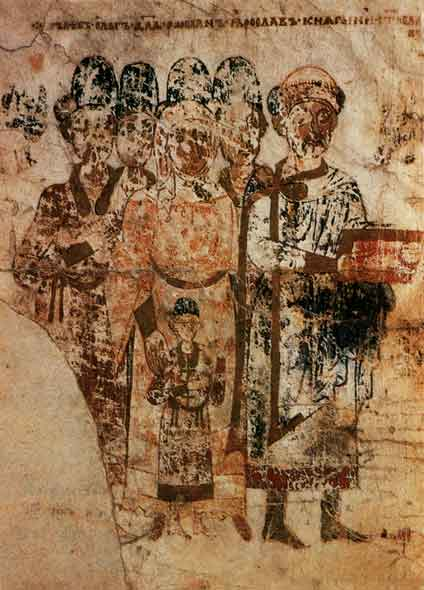
Зображення Святослава Ярославича в «Ізборнику» 1073 року

- - розпаду триумвірату в результаті захоплення великокняжого престолу Святославом Ярославичем (до 1076 року) за допомогою брата Всеволода[6].
  - укладення енциклопедичного збірника Ізборник Святослава[6].
- 25 років з часу (1173 рік):
  - другого походу великого князя володимирського Андрія Боголюбського на Київщину[7] та його розгромлення під Вишгородом українцями під командуванням Мстислава Ростиславича та луцького князя Ярослава Ізяславича, який після перемоги став великим київським князем[8].

### Видатних особистостей

#### Народження
- 175 років з часу (1023 рік):
  - народження Анастасії Ярославни, королеви Угорщини (1046—1061 рр.) з династії Рюриковичів, дружини короля Андраша I; наймолодша дочка Ярослава Мудрого та Інгігерди, сестри королеви Франції Анни Ярославни та королеви Норвегії Єлизавети Ярославни (пом. 1074).

#### Смерті
- 125 років з часу (1073 рік):

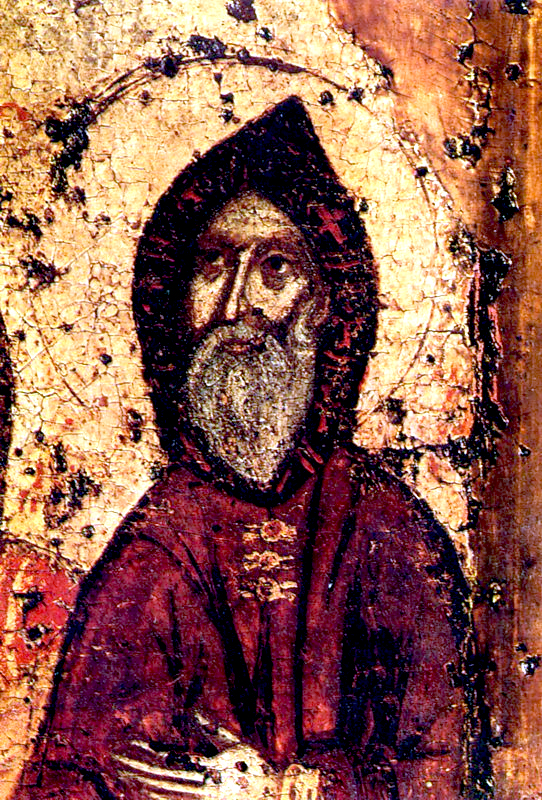
Фрагмент Свенської ікони Божої Матері

- - смерті Антонія Печерського, церковного діяча Русі-України, одного із засновників Києво-Печерського монастиря і будівничог Свято-Успенського собору (нар 983)[9][10];
- 100 років з часу (1098 рік):
  - смерті Єфре́ма II Переясла́вського — церковного діяча, святого XI–XII століть, митрополита Київського.
- 75 років з часу (1123 рік):
  - 1 серпня — смерті Давида Святославича — князя переяславського (1073—1076), князя муромського (1076—1093), князя смоленського (1093—1095 і 1096—1097), князя новгородського в (1094—1095), князя чернігівського (1097—1123). Середній з п'яти синів Великого князя Київського Святослава II Ярославича[11] (нар.. бл.1050).
  - смерті Яросла́ва Святопо́лчича — волинського князя (1100—1118) з династії Рюриковичів, сина великого князя київського Святополка II Ізяславича (нар.. бл.1072).